# Мартин, Джон (стрелок)
Джон Э. Мартин (англ. John E. Martin; род. 17 мая 1868 года — умер 27 июня 1951 года) — британский стрелок, призёр летних Олимпийских игр.
Мартин участвовал в летних Олимпийских играх 1908 года в Лондоне в стрельбе из армейской винтовки среди команд. Вместе со своей сборной он занял второе место.